# 北斗市健康センターせせらぎ温泉
北斗市健康センターせせらぎ温泉（ほくとしけんこうセンターせせらぎおんせん）とは、北海道北斗市にある温泉施設。

## 概要
旧・大野町が国のふるさと創生事業（ふるさと創生一億円事業、正式名：自ら考え自ら行う地域づくり事業）の交付金1億円の一部を活用し1989年（平成元年）12月より温泉発掘に着手、1992年（平成4年）2月に源泉を掘り当てることに成功（源泉名：おおの1992）。大野町健康センターせせらぎ温泉として開業したものである。

## 源泉データ
- 深さ 1,360.5m[1]
- 温度 73.9℃[2]
- ナトリウム・カリウム塩化物泉[2]

## 施設利用
- 入浴料　大人：400円、中高生：350円、小学生：140円、幼児：70円（2024年11月現在）[2]
- 営業日時 - 午前9時～午後10時、休館日：月曜日（祝祭日を除く）[2]